# Blanka Kaczorowska
Blanka Teresa Kaczorowska, ps. Sroka, Katarzyna (ur. 13 października 1922 w Brześciu, zm. 25 sierpnia 2002 w Bry-sur-Marne) – polska magister historii sztuki, kolaborantka nazistowska, denuncjatorka Gestapo w Armii Krajowej, tajna współpracownica Służby Bezpieczeństwa PRL.

## Życiorys
W czasie II wojny światowej wstąpiła do konspiracji Armii Krajowej. Pracowała w wywiadzie w Siedlcach, później wyjechała do Warszawy. W początkach 1942 została członkiem grupy operacyjnej „H”, którą dowodził Ludwik Kalkstein – jej mąż od 14 listopada 1942. Używała wówczas pseudonimu „Sroka”. Wraz z mężem i Eugeniuszem Świerczewskim nawiązała współpracę z Gestapo jako agentka „V-98”. Namówiona przez Kalksteina, który twierdził, że dzięki współpracy z Gestapo będzie mógł dostać się do kwatery Hitlera, żeby go zabić. Grupa ta zdekonspirowała wiele struktur podziemia i wydała w końcu czerwca 1943 dowódcę AK generała Stefana Grota-Roweckiego w ręce Niemców. 25 marca 1944 zaocznym wyrokiem Wojskowego Sądu Specjalnego skazana na karę śmierci. Kary w czerwcu 1944 nie wykonano, gdyż Kaczorowska była w ciąży. Gestapo ukryło ją i do końca wojny przebywała pod opieką Niemców. W 1945 rozwiodła się z Kalksteinem i ponownie wyszła za mąż.
Po wojnie mieszkała w Częstochowie i Łodzi, gdzie studiowała, a następnie powróciła do Warszawy. Podczas studiów wstąpiła do PPR. Jej przeszłością zainteresowały się Główny Zarząd Informacji WP i Ministerstwo Bezpieczeństwa Publicznego. W 1948 znalazła się pod osobistą opieką (była kochanką) Ministra Kultury i Sztuki Włodzimierza Sokorskiego. Została magistrem historii sztuki i 1 czerwca 1951 rozpoczęła pracę jako asystentka w Państwowym Instytucie Badania Sztuki Ludowej i Folkloru. Zamierzała uzyskać paszport i wyjechać za granicę, starania zostały udaremnione przez rozpracowujących ją funkcjonariuszy MBP.
Po poznaniu jej przeszłości w 1952 została zatrzymana przez UBP i osądzona. Warszawski sąd skazał ją w 1953 na dożywocie. Wyrok został zmniejszony po apelacji przestępczyni do 15 lat pozbawienia wolności, a następnie do 10 lat. Wyszła na wolność po pięciu latach, w 1958. Na tak krótki okres osadzenia miała wpływ działalność donosicielska. Podczas uwięzienia była tzw. agentem celnym, czyli donosiła Służbie Więziennej na pozostałych osadzonych.
W końcu czerwca 1959 została współpracownikiem Departamentu II (kontrwywiad) MSW jako agentka, OZI „Katarzyna”, gdzie pracowała do 1963. Tajnym, świadomym współpracownikiem była ponownie w latach 1967–1972. Pracowała w Centrali Importu i Eksportu Chemikaliów „Ciech”, Państwowym Instytucie Wzornictwa Przemysłowego, Orbisie i centrali handlowej „Foto-Kino-Film”.
W 1971 wyjechała do Francji, gdzie mieszkała do swojej śmierci w 2002.